# Pontevedra (província)

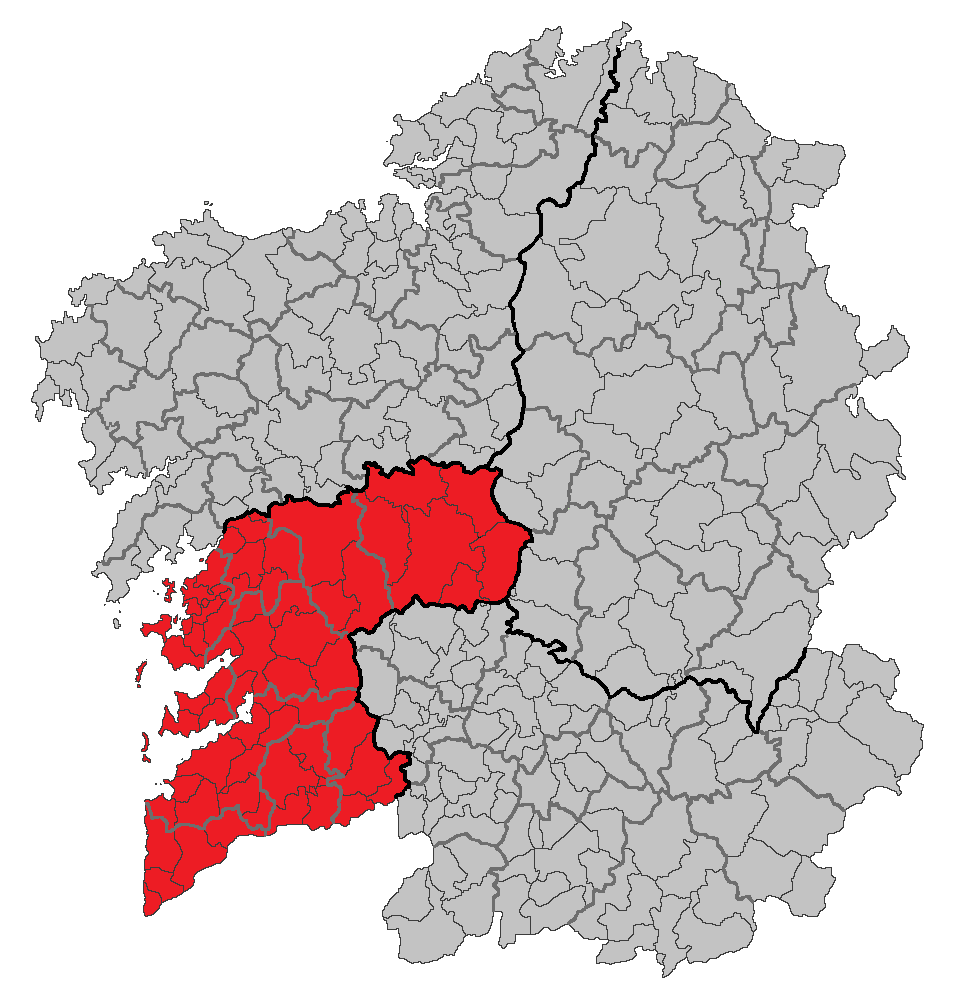
Localização da província de Pontevedra na Galiza

Pontevedra ou Ponte Vedra é uma das quatro províncias que compõem a comunidade autónoma da Galiza, em Espanha. A sua capital é Pontevedra, e o seu município mais populoso é Vigo. Tem 4 495 km² de área e em 2016 tinha 944 346 habitantes (densidade: 210,1 hab./km²).
É limitada a norte pela província de Corunha, a leste pelas de Lugo e Ourense, a oeste pelo oceano Atlântico e a sul por Portugal, do qual está separada pelo rio Minho.
Compreende as comarcas do Salnés, Ponte Vedra, Morraço, Vigo, Val Minhor e Baixo Minho na região costeira, conhecida como Rias Baixas, e as de Caldas de Reis, Tabeirós — Terra de Montes, Deza, O Condado e Paradanta no interior, abrangendo um total de 62 municípios.
Ponte Vedra é o centro administrativo, monumental, turístico, militar e judicial, com 83 114 habitantes (2021), ainda que o maior município seja Vigo (293 837 hab.), importante porto marítimo — o primeiro porto pesqueiro da Europa — centro comercial e cabeceira de uma das áreas industriais da Galiza. Outras cidades importantes são Vilagarcía de Arousa (37 545), Redondela (29 192), Marín (24 248), Cangas (26 708), A Estrada (20 261), Lalín (20 199) e Ponteareas (22 942).

## História
Na antiga divisão provincial do Reino da Galiza, em vigor até 1833, a zona norte da actual província de Pontevedra pertencia à de Compostela. A zona sul constituía a província de Tui, que na divisão da Galécia feita pelo Império Romano fazia parte do convento bracarense. Na Alta Idade Média pertenceu à sé metropolitana de Braga até que, depois da separação do Condado de Portugal do Reino de Galiza, foi definitivamente adscrita pela força à sé compostelana.